# Antoine Redin
Jean-Antoine Redin, né le 4 septembre 1934 à Cenon (Gironde) et mort le 26 août 2012 à Bastia, est un footballeur français devenu entraîneur.

## Biographie
Originaire d'une famille modeste dans la banlieue de Bordeaux, Jean-Antoine Redin est repéré par Jacques Favre et signe comme stagiaire au FC Nancy. Après avoir effectué vingt-huit mois de service militaire, il devient professionnel. Il part ensuite défendre les couleurs de Toulouse et y reste sept saisons.
En 1967, Claude Cuny le rappelle afin qu'il encadre la jeune et inexpérimentée équipe de l'ASNL. Deux ans plus tard, Jean-Antoine Redin cumule son poste de libéro chez les pros avec celui d'entraîneur de l'équipe junior. Après le départ de René Pleimelding à Troyes en 1970, Claude Cuny place Antoine Redin sur le banc de touche des pros et l'entoure de Francis Targon et de Jacques Favre.
Ses débuts sur le banc de touche sont difficiles puisque l'équipe aligne cinq matchs sans victoires. Soutenu par son président et par le public qui le connaissait bien, il réussit finalement son examen de passage.
L'ASNL termine treizième du championnat. La décennie Redin est lancée. Sous les ordres de ce coach au parler franc, l'ASNL obtient ses meilleurs résultats à ce jour : deux fois quatrième de D1, sixième, septième, et une Coupe de France en 1978.
En avril 1980, Gérard Rousselot, le nouveau président de l'ASNL, lui annonce que le club va se séparer de lui. Il rejoint alors le SEC Bastia.
Dès sa première année  avec les Corses, il remporte la Coupe de France de football 1980-1981. C'est une victoire de prestige face à l'AS Saint-Étienne de Michel Platini. La finale se joue au Parc des Princes devant plus de 46 000 spectateurs, dont le Président de la République fraîchement élu, François Mitterrand. Jean-Antoine Redin reste entraîneur de Bastia jusqu'à la saison 1985-1986.